# Agostino Bassi
Agostino Bassi (Mairago, 25 de septiembre de 1773-Lodi, 8 de febrero de 1856) fue un abogado, entomólogo y botánico italiano.
Bassi precedió a Louis Pasteur en el descubrimiento de microorganismos causantes de enfermedades (la teoría de los gérmenes). Descubrió que la muscardina o mal del segno -una enfermedad del gusano de seda- era causada por un microorganismo parasítico, un hongo que con el tiempo recibiría el nombre de Beauveria bassiana en su honor. En 1884, Bassi avanzó en la idea de que no solo las enfermedades de los animales (insectos), sino también enfermedades humanas como la sífilis, el sarampión y la peste eran causadas por microorganismos vivientes.

## Biografía
Agustino Bassi fue un abogado y agricultor que estudió leyes en la Universidad de Pavía y también realizó cursos de física, química, biología y medicina, que eran los que más le interesaban. Hizo un gran descubrimiento en la bacteriología moderna: la primera prueba experimental de un agente biológico como causa de una enfermedad epidémica.[cita requerida]

## Investigación

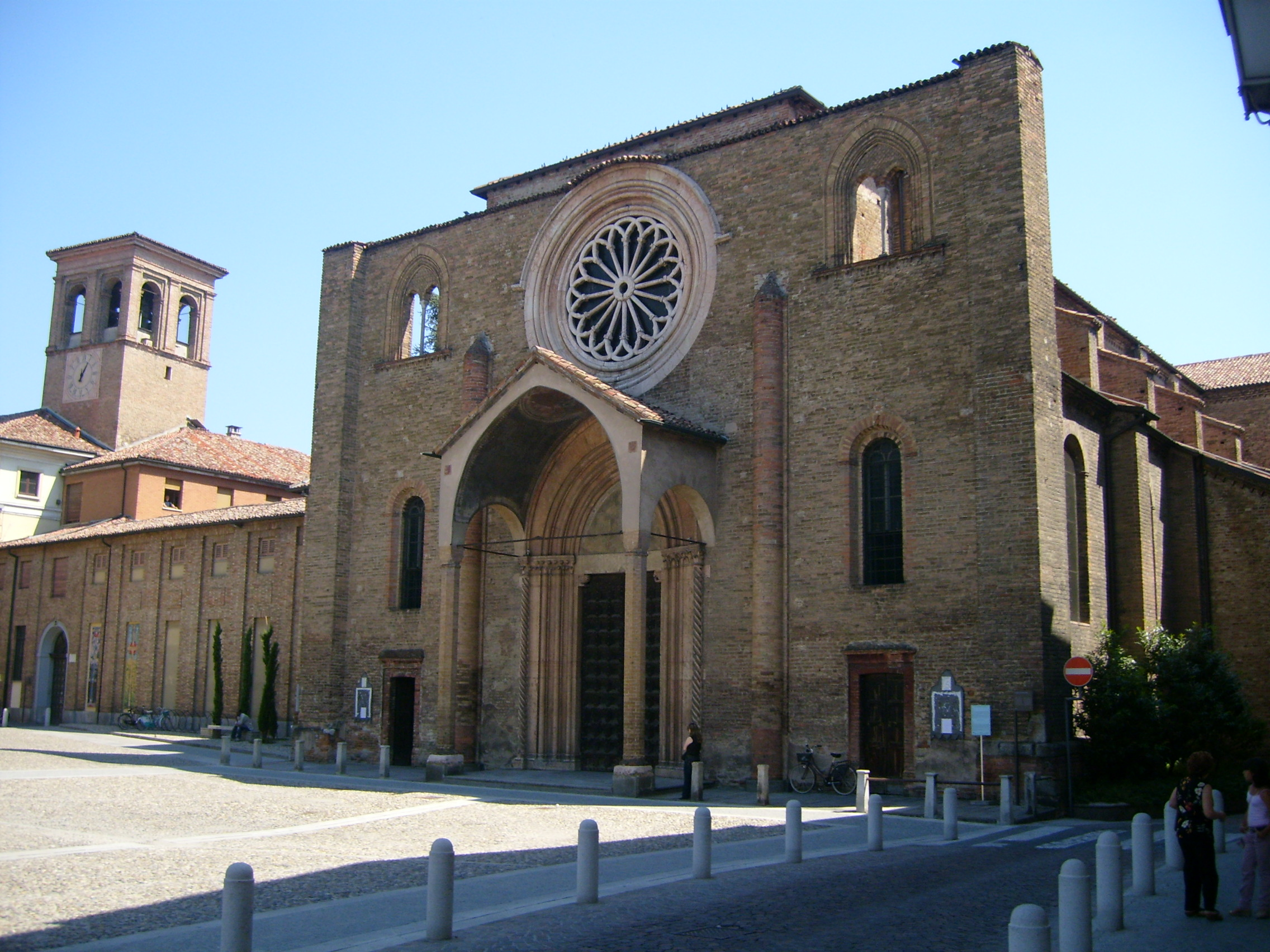
Iglesia San Francisco (Lodi, Italia), donde está enterrado Agostino Bassi.

En 1807, comienza a estudiar una dolencia que atacaba al gusano de seda Bombyx mori, conocida como "muscardina" o "mal del segno" en donde la larva se cubría de un polvo blanco y moría; esta enfermedad fue conocida primero en Italia y seguidamente en Francia a partir de 1841 y, hacia 1849, los cultivos prácticamente se abandonaban debido a su devastación.
Después de 25 años de investigación, en 1835, Bassi demostró que la "muscardina" o "mal del segno" era provocada por un hongo Beauveria bassiana (Bals.-Criv.) Vuill. 1912 nombrada en su honor. Este hongo tiene la particularidad de ser el primer "patógeno" demostrado. Bassi publica los resultados de sus estudios con el título Del mal de segno, calcinaccio o moscardino (1835) y describe una teoría que explica numerosas dolencias vegetales, animales y de humanos por organismos patogénicos. Reforzando así, la idea de que las enfermedades contagiosas como viruela, tifo exantemático, sífilis y cólera podrían tener origen microbiano. Debe recordarse que para esa época, aún poseía fuerza teórica e ideológica la "Teoría de la generación espontánea", donde se explicaban los interrogantes a través de suponer que desde "la nada" surgían los organismos vivientes. 
Agostino Bassi se adelantó así a Pasteur y Koch en exponer la teoría germinal de las enfermedades infecciosas. Louis Pasteur (1822-1895) fue grandemente influido por sus trabajos. Pasteur tenía los retratos de Spallanzani y de Bassi en su oficina.
Bassi describe también la forma de eliminar y de prevenir aquel hongo. El éxito de esas prescripciones le valió una inmensa notoriedad.
Es igualmente autor de trabajos sobre el cultivo de patatas, sobre el queso, la vinificación, la lepra y el cólera.

## Reconocimientos póstumos

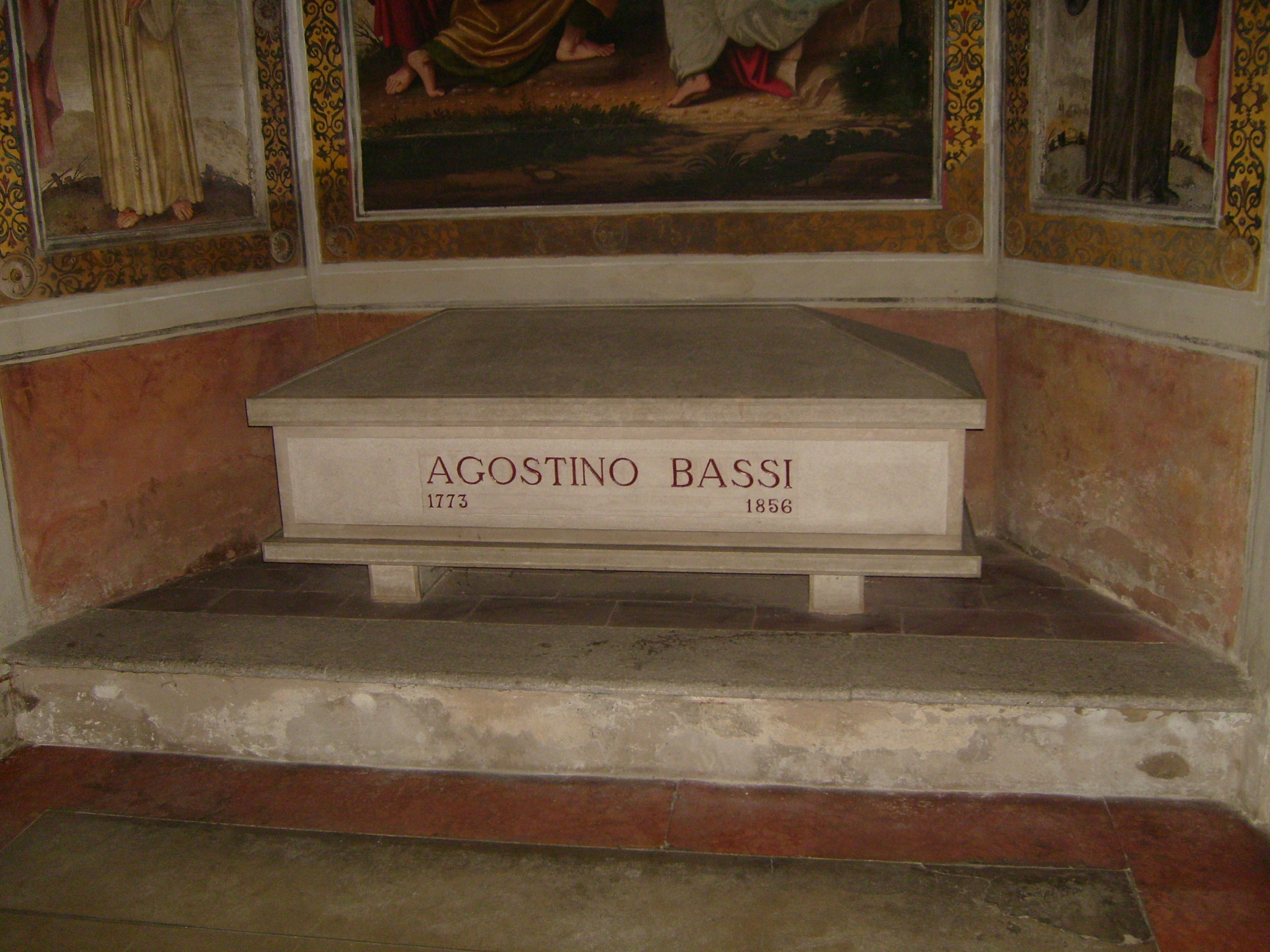
Sepulcro de Agostino Bassi.

Agostino Bassi falleció en su ciudad natal en 1856 y está sepultado en la iglesia románica de San Francisco (siglo XIII), evocativa y rica en frescos. Su tumba puede verse a la derecha del transepto, a nivel del suelo. 
En 1953, el servicio postal italiano emitió un sello en conmemoración del 180° aniversario de su nacimiento. En el mismo, se retrata a Bassi rodeado por gusanos de seda en forma adulta y en forma de pupas. .

## Obras
- Del mal del segno, calcinaccio o moscardino: malattia che affligge i bachi da seta e del modo di liberarne le bigattaje, anche le piu' infestate (1835).[3]
- Sulla fabbrica del formaggio all'uso lodigiano (1840).
- Del contagio in generale (1844).